# Monsieur Winkle s'en va-t-en guerre

Monsieur Winkle s'en va-t-en guerre (Mr. Winkle Goes to War) est un film américain réalisé par Alfred E. Green, sorti en 1944.

## Fiche technique
- Titre français : Monsieur Winkle s'en va-t-en guerre[1]
- Titre original : Mr. Winkle Goes to War
- Réalisation : Alfred E. Green
- Assistant réalisation : Earl Bellamy
- Scénaristes : George Corey, Theodore Pratt, Waldo Salt, Louis Solomon
- Producteur : Jack Moss
- Société de production : Columbia Pictures
- Musique : Carmen Dragon, Paul Sawtell
- Directeur de la Photographie : Joseph Walker
- Montage : Richard Fantl
- Direction artistique : Lionel Banks, Rudolph Sternad
- Durée : 80 minutes
- Date de sortie :
  - États-Unis : 19 juillet 1944

## Distribution
Acteurs crédités
- Edward G. Robinson : Wilbert Winkle
- Ruth Warrick : Amy Winkle
- Ted Donaldson : Barry
- Bob Haymes : Jack Pettigrew
- Richard Lane : Sgt. 'Alphabet' Czeidrowski
- Robert Armstrong : Joe Tinker
- Richard Gaines : Ralph Westcott

Acteurs non crédités
- Tommy Cook : un enfant
- Bernadene Hayes : Gladys